# Château-Chalon
Château-Chalon é uma comuna francesa na região administrativa de Borgonha-Franco-Condado, no departamento de Jura. Estende-se por uma área de 10,17 km². Em 2010 a comuna tinha 150 habitantes (densidade: 14,7 hab./km²).
Pertence à rede das As mais belas aldeias de França.